# Staying a Life
Albums de Accept
Eat the Heat
(1989) Objection Overruled
(1993)
Staying a Life est un double album live du groupe de metal allemand Accept. Il a été enregistré à Osaka au Japon en 1985. Il est sorti en 1990, peu après la première séparation du groupe. Il a été mixé par Baronowsky en Allemagne, aux Studios Dierks de Stommeln.

## liste des titres

### Disque 1
1. "Metal Heart" - 5:25
2. "Breaker" - 3:40
3. "Screaming for a Love-Bite" - 4:22
4. "Up to the Limit" - 4:45
5. "Living for Tonight" - 3:35
6. "Princess of the Dawn" - 7:49
7. "Neon Nights" - 8:17
8. "Burning" - 7:29

### Disque 2
1. "Head over Heels" - 5:48
2. "Guitar Solo Wolf" - 4:27
3. "Restless and Wild" - 2:34
4. "Son of a Bitch" - 2:35
5. "London Leatherboys" - 3:54
6. "Love Child" - 5:01
7. "Flash Rockin' Man" - 5:08
8. "Dogs on Leads" - 5:52
9. "Fast as a Shark" - 4:09
10. "Balls to the Wall" - 10:19
11. "Outro (Bound to Fail)" - 1:09

### Version disque unique
1. "Metal Heart" - 5:25
2. "Breaker" - 3:40
3. "Screaming for a Love-Bite" - 4:22
4. "Up to the Limit" - 4:45
5. "Living for Tonight" - 3:35
6. "Princess of the Dawn" - 7:47
7. "Guitar Solo Wolf" - 4:31
8. "Restless and Wild" - 2:32
9. "Son of a Bitch" - 2:35
10. "London Leatherboys" - 3:55
11. "Love Child" - 5:00
12. "Flash Rockin' Man" - 6:31
13. "Dogs on Leads" - 5:52
14. "Fast as a Shark" - 5:26
15. "Balls to the Wall" - 10:28

Durée: 76:13

## Credits
- Udo Dirkschneider: Chant
- Wolf Hoffmann: Guitares
- Jörg Fischer: Guitares
- Peter Baltes: Basse
- Stefan Kaufmann - Batterie